# Ajjubidzi
Ajjubidzi (arab. ‏الأيوبيون‎) – sunnicka dynastia pochodzenia kurdyjskiego, panująca w różnych regionach Bliskiego Wschodu od roku 1174 do roku 1342, u szczytu potęgi na przełomie XII i XIII wieku rządząca w Egipcie, Lewancie, Al-Dżazirze i Jemenie.

## Historia

### Początki dynastii
Eponimicznym protoplastą dynastii był Ajjub Ibn Szazi, wywodzący się z kurdyjskiego klanu Rawwadydów, należącego do plemienia Hazbani. Szazi, ojciec Ajjuba, służył również kurdyjskim władcom Dwinu z rodu Szaddadydów, kiedy jednak w roku 1130 ci utracili miasto, Szazi wstąpił na służbę seldżuckiego namiestnika Iraku, Bihruza, który oddał mu w zarząd miasto Tikrit. Po śmierci ojca Ajjub przejął jego urząd, po czym w roku 1138 wraz ze swoim bratem Szirkuhem przeszedł na służbę władcy Mosulu i Aleppo Zengiego (1127 - 1146). Bracia odgrywali zasadniczą rolę w politycznych i wojskowych przedsięwzięciach Zengiego i jego syna Nur ad-Dina (1146 - 1174). W szczególności w latach 1164 - 1169 Szirkuh trzykrotnie poprowadził zengidzkie wojska do fatymidzkiego Egiptu, interweniując przeciwko chcącym podbić kraj krzyżowcom i ostatecznie w roku 1169 obejmując urząd wezyra ostatniego Fatymidy Al-Adida (1160 - 1171). Jeszcze w tym samym roku Szirkuh zmarł, jednak wezyrat przejął obecny przy nim bratanek, Saladyn (1174 - 1193), który był właściwym założycielem dynastii Ajjubidów.
Saladyn szybko umocnił swoją władzę w Egipcie i w roku 1171 ostatecznie pozbawił rządów Al-Adida, kończąc tym samym panowanie Fatymidów. Formalnie Saladyn był odtąd jedynie namiestnikiem Nur ad-Dina w Egipcie, w rzeczywistości jednak jego potęga co najmniej dorównywała sile jego pana. Bojąc się utraty władzy w Egipcie, Saladyn starał się zdobyć ziemie poza strefą wpływów Zengidów – zaatakował Nubię w roku 1173 i Jemen w 1174. Ta ostatnia wyprawa dała początek rządom Ajjubidów nad tym krajem, które trwały aż do roku 1232. Do otwartego konfliktu pomiędzy Nur ad-Dinem a Saladynem jednak nie doszło, ponieważ Zengida zmarł w roku 1174, pozostawiając po sobie małoletniego syna As-Saliha Isma'ila (1174 - 1181). Regentem u boku As-Saliha w Aleppo został eunuch Kumusztakin, zaś Saladyn, także pretendujący do opieki nad młodym Zengidą, jeszcze w tym samym 1174 roku zajął Damaszek. W latach 1175 i 1176 Saladyn pokonał siły As-Saliha w dwóch bitwach i faktycznie zmusił do uznania swojej zwierzchności, ujmując ją jako obowiązek dostarczania wojska na wojnę z Frankami. W grudniu 1181 roku As-Salih zmarł i władzę w Aleppo przejął jego kuzyn Izz ad-Din Masud (1180 - 1193) z Mosulu. Szybko wybuchła wojna pomiędzy Izz ad-Dinem a Saladynem i ten ostatni w roku 1183 zajął Aleppo, pomimo kolejnych prób nie udało mu się jednak zdobyć Mosulu i ostatecznie w roku 1186 zadowolił się jedynie uznaniem swojego zwierzchnictwa nad tym miastem.
Do tego momentu doszło jedynie do dwóch poważnych starć pomiędzy Saladynem a Frankami: w roku 1177 został on pokonany przez króla Baldwina IV (1174 - 1185) w bitwie pod Montgisard, zaś w roku 1179 zdobył nowo zbudowany przez Franków zamek przy tzw. Brodzie Jakuba nad Jordanem, na szlaku z Damaszku do wybrzeża palestyńskiego. Na ogół przeważały jednak okresy zawieszenia broni, a w roku 1185 Saladyn zawarł czteroletni rozejm z Królestwem Jerozolimskim. Sytuacja zmieniła się, kiedy w roku 1186 królem został Gwidon de Lusignan (1186 - 1192, 1192 - 1194) i do głosu wśród krzyżowców doszła partia wojenna. W roku 1187 Saladyn całkowicie zniszczył armię krzyżowców pod Hittinem. Ponieważ w jej skład wchodzili niemal wszyscy zdolni do walki mężczyźni królestwa, wkrótce Saladyn zdobył wszystkie miasta i twierdze państwa Franków, z wyjątkiem Tyru, pozbawione obrońców były one bowiem właściwie bezbronne. Klęska pod Hittinem i utrata Jerozolimy doprowadziły do zwołania w Europie nowej wyprawy krzyżowej, która w roku 1191 przybyła do Ziemi Świętej. Przywódcy krucjaty Ryszardowi Lwie Serce (1189 - 1199) udało się odbić z rąk muzułmanów Akkę, Jafę i Askalon, jednak nie Jerozolimę. Armia Saladyna została pokonana przez krzyżowców w bitwie pod Arsuf, jednak nie przestała istnieć i nadal im zagrażała. Sytuacja stała się patowa i we wrześniu 1192 roku zawarto trzyletni rozejm, zgodnie z którym krzyżowcy zatrzymywali wybrzeże aż po Jafę, jednak poza tym zdobycze Saladyna z lat poprzednich pozostały nienaruszone.

### Następcy Saladyna

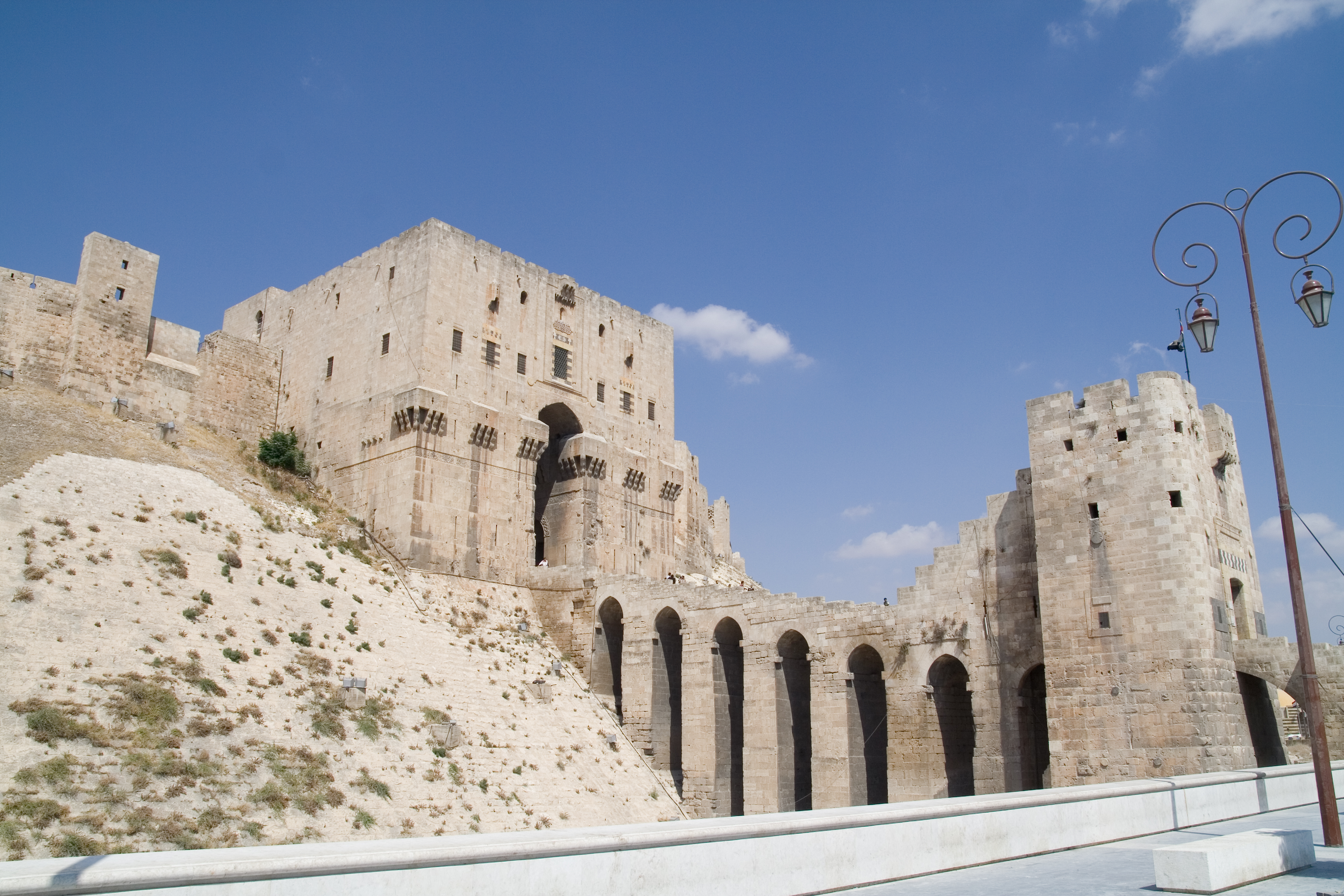
Główne wejście do Cytadeli w Aleppo, pocz. XIII w.

Saladyn zmarł 4 marca 1193 roku. Jeszcze za życia podzielił swoje posiadłości pomiędzy członków rodu Ajjubidów, co było zgodne zarówno z tureckimi, jak i kurdyjskimi tradycjami sprawowania władzy. Najważniejsze posiadłości otrzymali jego trzej synowie: Al-Afdal Ali (1193 - 1196) Damaszek, Al-Aziz Usman (1193 - 1198) Egipt zaś Az-Zahir Ghazi (1193 - 1216) Aleppo. W zamierzeniu ojca najstarszy Al-Afdal miał przejąć jego rolę przywódcy rodowej konfederacji, jednak szybko okazało się, że nie posiada ku temu jakichkolwiek kwalifikacji. W roku 1196 utracił on Damaszek na rzecz brata Saladyna, Al-Adila Sajf ad-Dina (1200 - 1218), który miał nim rządzić w imieniu nowego najwyższego sułtana Ajjubidów, Al-Aziza. Po przedwczesnej śmierci Al-Aziza w roku 1198 Al-Adil przejął Egipt i do roku 1202 zmusił do uznania swojego zwierzchnictwa pozostałych Ajjubidów, przy czym spośród dzieci Saladyna u władzy utrzymał się jedynie Az-Zahir w Aleppo. Al-Adil starał się prowadzić raczej pokojową politykę, w szczególności zawierając kolejne rozejmy z państwami krzyżowymi, zmierzając do odbudowy gospodarki po latach wyniszczających wojen. Tak samo jak Saladyn jeszcze za życia wydzielił dzielnice swoim synom: Al-Kamil Muhammad (1218 - 1238) otrzymał Egipt, Al-Mu’azzam Isa (1218 - 1227) Damaszek, zaś Al-Aszraf Musa (1218 - 1237) Al-Dżazirę. Pomimo dyplomatycznych zabiegów Al-Adila w roku 1218 siły piątej wyprawy krzyżowej uderzyły na Egipt. Jednocześnie seldżucki sułtan Kajkawus I (1211 - 1220) zaatakował Aleppo, zaś wkrótce potem Al-Kamil musiał stawić czoła wojskowemu przewrotowi, na którego czele stał kurdyjski emir. W tym krytycznym momencie Al-Adil zmarł.

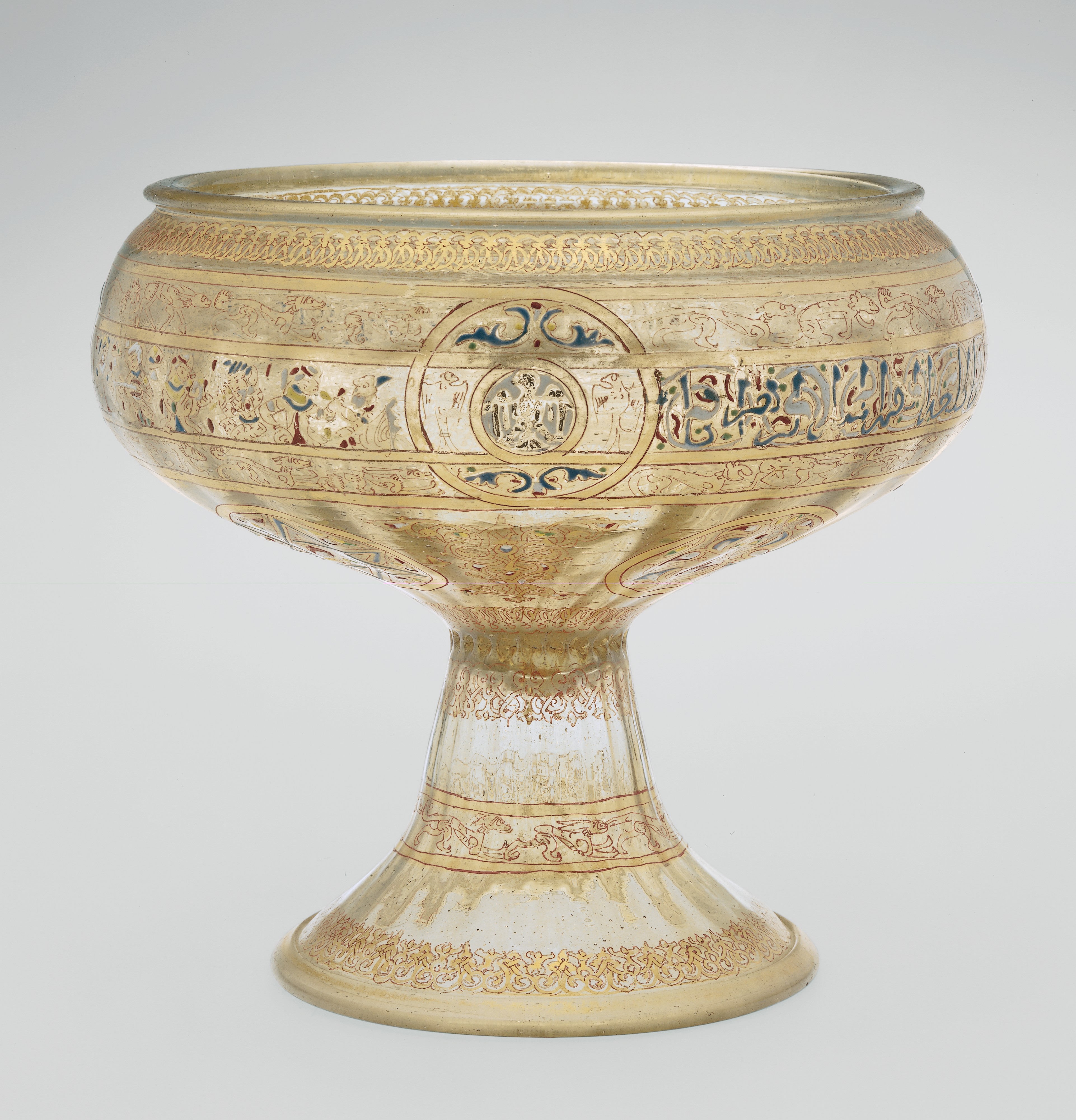
Szklana patera malowana emalią i złocona. Pierwsza połowa XIII w. Metropolitan Museum of Art

Ajjubidzi przetrwali ten kryzys ponieważ „ku zadziwieniu współczesnych obserwatorów trzej bracia utrzymali skuteczny sojusz podczas trudnych lat piątej wyprawy krzyżowej. Przewrót skierowany przeciwko Al-Kamilowi został szybko stłumiony, Seldżukidzi Rumu zostali przepędzeni przez Al-Aszrafa, a krzyżowcy, którzy dwukrotnie odmówili przyjęcia Jerozolimy w zamian za ewakuację Damietty musieli opuścić Egipt całkowicie pokonani we wrześniu 1221 roku”. Po ustaniu kryzysu napięcia pomiędzy członkami rodu Ajjubidów wybuchły z nową siłą. Walka toczyła się pomiędzy Al-Kamilem sprzymierzonym z Al-Aszrafem a Al-Mu'azzamem. Jednocześnie Ajjubidzi spotkali się z nowym zagrożeniem ze wschodu. Od początku istnienia dynastii prowadziła ona aktywną politykę na północnym wschodzie. W roku 1180 Saladyn podporządkował swojej władzy Artukidów, w roku 1207 Ajjubidzi zdobyli Ahlat, zaś Al-Adil pokonał gruzińską królową Tamarę (1184 - 1213), na mocy rozejmu z 1209/1210 roku zapewniając sobie kontrolę nad regionem wokół jeziora Wan. Od roku 1225 politykę w tym regionie zdominowało jednak pojawienie się chorezmszaha Dżalal ad-Dina (1220 - 1231), który sprzymierzył się z Al-Mu'azzamem i innymi oponentami Al-Kamila z regionu Al-Dżaziry. W roku 1229 Dżalal ad-Din zdobył i straszliwie złupił Ahlat. W tej sytuacji Al-Kamil wolał uniknąć kolejnego bezpośredniego starcia z krzyżowcami i zaproponował cesarzowi Fryderykowi II (1212 - 1250) oddanie Jerozolimy pod warunkiem zachowania kontroli nad Kopułą na Skale i meczetem Al-Aksa. Ku oburzeniu zarówno wielu chrześcijan, jak i muzułmanów, do zawarcia traktatu na tych warunkach doszło w lutym 1229 roku.
Al-Mu'azzam zmarł w roku 1227 i dwa lata później jego braciom udało się ostatecznie pokonać jego syna i następcę An-Nasira Dawuda (1227 - 1249). Al-Aszraf przejął teraz Damaszek, zaś Al-Kamil Palestynę i Zajordanie. Z kolei w roku 1230 Dżalal ad-Din został ostatecznie pokonany nieopodal Erzincanu przez połączone siły seldżuckiego sułtana i Al-Aszrafa. Pokój pomiędzy Ajjubidami przetrwał do śmierci Al-Aszrafa w roku 1237. Jego brat i sukcesor As-Salih Isma’il (1237 - 1246) został wyparty z Damaszku przez Al-Kamila, ten jednak wkrótce potem zmarł w marcu 1238 roku. Natychmiast wybuchła walka o sukcesję po Al-Kamilu, przy czym najpoważniejszym pretendentem do władzy był rządzący w Al-Dżazirze najstarszy syn zmarłego As-Salih Ajjub (1238 - 1249). W Al-Dżazirze As-Salih Ajjub sprzymierzył się z tzw. Chorezmijczykami, grupą najemników będącą pozostałością po rozbitej armii Dżalal ad-Dina. W roku 1240 As-Salih Ajjub pokonał swojego rządzącego w Egipcie brata Al-Adila Abu Bakra (1238 - 1240), zaś w roku 1244 wspólnie z Chorezmijczykami rozbił koalicję krzyżowców i syryjskich Ajjubidów w bitwie pod Harbijją i odzyskał Jerozolimę. W roku 1245 As-Salih Ajjub zajął należący ponownie do As-Saliha Isma'ila Damaszek. W roku 1249 As-Salih Ajjub musiał się jednak zmierzyć z kolejną krucjatą, tym razem pod wodzą króla Francji Ludwika IX (1226 - 1270). W czerwcu 1249 roku krzyżowcy zajęli Damiettę, zaś ciężko chory As-Salih Ajjub zmarł w listopadzie tego samego roku.

### Upadek

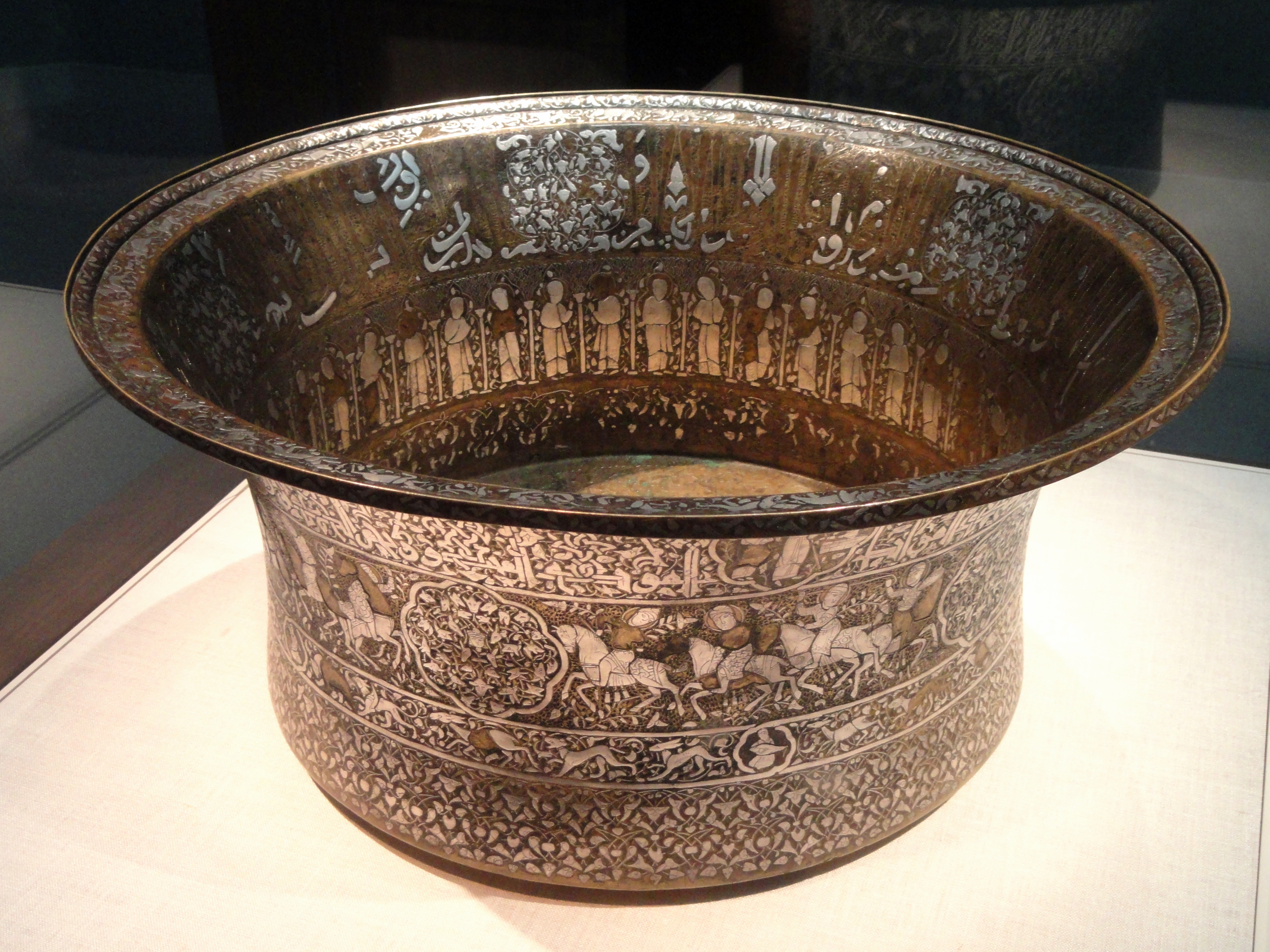
Tzw. Misa Arenberga, wykonana dla As-Saliha Ajjuba, przedstawiająca sceny o charakterze zarówno chrześcijańskim, jak i muzułmańskim. Mosiądz inkrustowany srebrem, obecnie w zbiorach Freer and Sackler Galleries w Waszyngtonie

Za panowania As-Saliha Ajjuba państwo Ajjubidów zasadniczo zmieniło swój charakter. W uproszczeniu, przestało ono być rodzinną konfederacją, a stało się unitarnym państwem rządzonym przez funkcjonariuszy wyznaczonych przez jego władcę, a nie przez jego krewnych. Gdy bowiem w roku 1245 As-Salih Ajjub zdobył Damaszek przestał być on autonomiczną dziedziną ajjubidzkiego księcia, a został stolicą prowincji zarządzanej przez mianowanego przez niego gubernatora. W następnych latach zniesiono autonomię także innych ajjubidzkich państewek w południowej Syrii i „cały region objęto scentralizowaną strukturą administracyjną podlegającą Egiptowi”. Podobną politykę w środkowej i północnej Syrii zaczął także prowadzić panujący w Aleppo An-Nasir Jusuf (1236 - 1260), jedyny Ajjubida, który nie zrezygnował z ambicji utrzymania niezależności od As-Saliha Ajjuba. Jednocześnie ten ostatni zaczął rozbudowywać oddziały podlegających mu bezpośrednio mameluków, rekrutujących się głównie spośród Kipczaków, których nazywano Bahrytami. Pełne znaczenie reform As-Saliha Ajjuba objawiło się po jego śmierci. Początkowo faktyczną władzę przejęła wdowa po nim, Szadżar ad-Durr (1250), działająca w porozumieniu z Bahrytami, którzy pokonali krzyżowców i zmusili ich do odwrotu z Egiptu w maju 1250 roku. W międzyczasie sukcesor As-Saliha Ajjuba, Al-Mu’azzam Turan Szah (1249 - 1250), zdążył przybyć z Al-Dżaziry do Egiptu i przejąć władzę, jednak wkrótce został zabity przez niezadowolonych z utraty wpływów Bahrytów. Szadżar ad-Durr zawarła małżeństwo z emirem Bahrytów Ajbakiem (1250 - 1257) i chociaż szybko nominalnym sułtanem obwołano małoletniego Ajjubidę Al-Aszrafa Musę (1250 - 1254), to faktycznie oznaczało to koniec rządów tej dynastii w Egipcie. Ajbak, uważany za założyciela nowej dynastii Mameluków, w roku 1251 odparł atak syryjskich Ajjubidów pod wodzą An-Nasira i obie strony w obliczu zagrożenia mongolskiego zawarły pokój w roku 1253. W roku 1254 Ajbak złożył z tronu Al-Aszrafa i formalnie objął sułtanat. Pozostali panujący w Syrii Ajjubidzi zostali teraz podbici przez Mongołów, którzy w roku 1260 zdobyli Aleppo i Damaszek. An-Nasir zginął w mongolskiej niewoli i po tym jak Mongołowie zostali wyparci z Syrii po bitwach pod Ajn Dżalut i Himsem w rękach Ajjubidów pozostały tylko Hims, Hama i Al-Karak. Linia z Himsu wygasła w roku 1262, zaś Al-Karak został zajęty przez Bajbarsa (1260 - 1277) w roku 1263. Dłużej przetrwało jedynie państewko Ajjubidów w Hamie, które istniało aż do roku 1342, a jest znane przede wszystkim z literackiej działalności Abu al-Fidy (1312 - 1331). Inna gałąź rodu, sprowadzona do roli lokalnych seniorów w regionie Hisn Kajfy (dzis. Hasankeyf), trwała aż do XV wieku, kiedy została ostatecznie wyzuta ze swych ziem przez Ak Kojunlu.

## Kultura, religia, gospodarka
Ajjubidzi byli dynastią pochodzenia kurdyjskiego i „podejście do rządzenia w ajjubidzkiej konfederacji może być oczywiście powiązane z politycznymi instytucjami ich pierwotnego kraju pochodzenia. Z drugiej jednak strony te instytucje nie różniły się w znaczący sposób od podstawowych struktur współczesnych państw tureckich i pod wieloma względami Ajjubidzi mogą być rozumiani po prostu jako sukcesorzy Seldżuków”. Ajjubidzi rekrutowali do swojej armii wielką liczbę Kurdów, nie różnili się jednak w tej kwestii zasadniczo od Zengidów. W ich ekspansji w regionie jeziora Wan możemy widzieć dążenie do opanowania ich dawnej kurdyjskiej ojczyzny, pozostaje to jednak kwestią spekulacji. Poza tym Ajjubidzi rządzili regionem w którym dominujący był język arabski i wielu z nich nader sprawnie posługiwało się nim także na gruncie literackim i naukowym. Za najwybitniejszego poetę dynastii uchodzi panujący w Baalbeku Al-Amdżad Bahram Szah (1182 - 1228), zaś autorem ważnego zbioru listów był wspomniany już An-Nasir Dawud. Na polu historii odznaczyli się dwaj przedstawiciele rodu z Hamy, Al-Mansur Muhammad (1192 - 1220) i Abu al-Fida. Ten ostatni był także autorem bardzo ważnych prac z dziedziny geografii. Niemniej możemy dostrzec także liczne oznaki kontynuacji powiązań Ajjubidów z ich oryginalną irańską kulturą. Wiemy, że Al-Adil Sajf ad-Din i jego syn Al-Mu’azzam Isa nadal mówili po kurdyjsku, jeśli nie po persku. Zainteresowanie Al-Mu'azzama Iranem objawiło się w szczególności w jego patronacie w stosunku do dwóch dzieł w języku arabskim napisanych przez Al-Bundariego: przekładu „Szahname” oraz skróconego tłumaczenia historii Seldżuków napisanej w języku perskim przez Al-Isfahaniego. Poza tym jednak nie mamy świadectw rozpowszechnionego ruchu tłumaczeniowego wśród Ajjubidów ani generalnego oddania perskim klasykom.

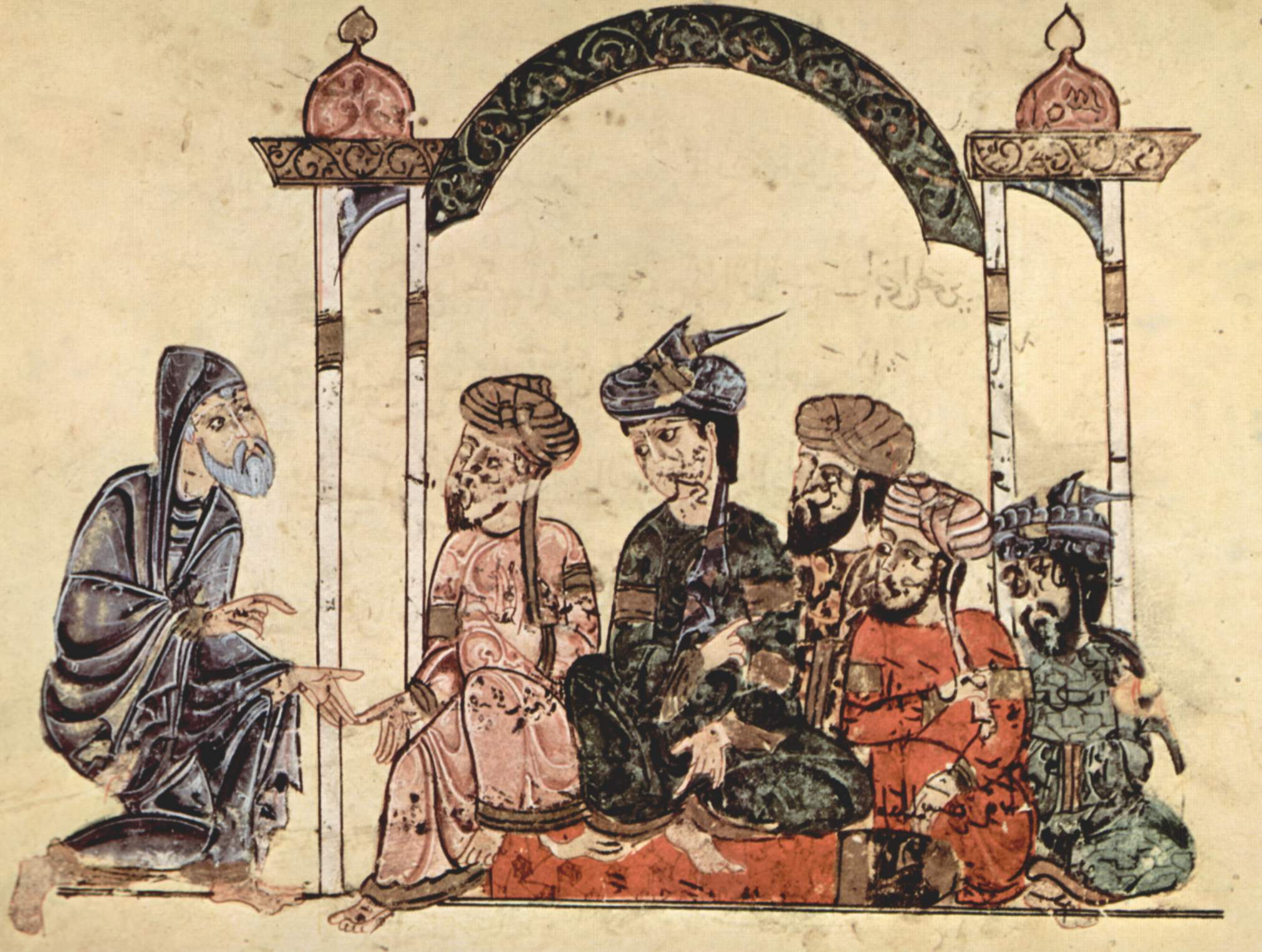
Ilustracja do Makam Al-Haririego. Syria lub Al-Dżazira, 1222/1223.. Zbiory Niemieckiej Biblioteki Narodowej

Jak pisze Claude Cahen „Trzynastowieczna Syria była prawdziwym sercem muzułmańskiej kultury w języku arabskim”, a Egipt wkrótce miał zacząć rywalizować z nią na tym polu. Sam Saladyn cenił sobie szczególnie twórczość Usamy Ibn Munkiza, a na jego dworze działali tacy słynni styliści jak wspomniany już Al-Isfahani i Kadi al-Fadil. Do tych ostatnich należy zaliczyć także Ibn al-Asira, wezyra syna Saladyna, Al-Afdala. Al-Isfahani oraz inny bliski towarzysz Saladyna, Baha ad-Din Szaddad, są autorami ważnych biografii sułtana. Innym znanym historykiem okresu, wywodzącym się z Hamy, był Ibn Wasil. Przedstawicielami poezji sufickiej byli Ibn al-Farid i pochodzący z Andaluzji Ibn Arabi. Ten ostatni wraz z Ibn Saną al-Mulkiem byli odpowiedzialni za pojawienie się w literaturze Egiptu i Syrii poezji stroficznej, muwaszszaha. Kolejnym ważnym poetą okresu był blisko związany z dynastią Baha ad-Din Zuhajr.
Ajjubidzi byli zdecydowanymi obrońcami i propagatorami sunnizmu. Objawiło się to już na początku historii dynastii w nominalnym przywróceniu panowania abbasydzkiego kalifatu w Egipcie, później zaś znajdowało swój wyraz w różnych formach okazywania szacunku wobec kalifów, w tym także okazjonalnego korzystania z mediacji ich przedstawicieli. Ponadto Ajjubidzi, podobnie jak inni władcy tego okresu, wstąpili do stworzonej przez kalifa An-Nasira (1180 - 1225) organizacji futuwwa. Dynastia wspierała także budowę madras na rządzonym przez siebie terytorium. W odróżnieniu od Turków Ajjubidzi byli nie hanafitami, ale szafi'itami. Jednakże Al-Mu’azzam Isa i jego syn An-Nasir Dawud byli hanafitami, co być może częściowo wyjaśnia wrogość pomiędzy nimi a Al-Kamilem Muhammadem. Pomimo swojej sunnickiej żarliwości generalnie Ajjubidzi prowadzili tolerancyjną politykę religijną, zarówno w stosunku do mniejszościowych odłamów islamu, jak i Żydów oraz chrześcijan. Jeżeli zdarzały się wyjątki od tego postępowania, to miały one raczej przyczyny polityczne, niż konfesyjne. Żydzi zostali nawet zaproszeni do powrotu do Jerozolimy i uciekinierzy z Półwyspu Iberyjskiego, tacy jak Majmonides, byli chętnie przyjmowani. Najsłynniejszym męczennikiem epoki Ajjubidów był muzułmanin, irański filozof Szihab ad-Din as-Suhrawardi, który na wyraźne żądanie pobożnych kręgów Aleppo został skazany na śmierć w roku 1191. Obok Majmonidesa i Suhrawardiego trzecim wielkim myślicielem religijnym żyjącym pod rządami Ajjubidów był wspomniany już jako poeta Ibn Arabi.
Panowanie Ajjubidów generalnie było okresem gospodarczej pomyślności dla Syrii i Egiptu, co było spowodowane względnym wewnętrznym pokojem oraz rozkwitem ożywionego handlu z Europą, będącego pokłosiem obecności krzyżowców na wybrzeżu Palestyny i Syrii. Jak pisze Stephen Humpreys: „W ramach jednej z tych ironii, które ożywiają historię każdej epoki, krzyżowcy napędzali finansowanie politycznej i ekonomicznej rewitalizacji swoich oponentów. Wzrost śródziemnomorskiego handlu nie był oczywiście jedynym czynnikiem powrotu ekonomicznej pomyślności w muzułmańskiej Syrii, ale z pewnością był znaczącym elementem procesu”. Saladyn przyznał szereg przywilejów włoskim kupcom osiedlającym się w Aleksandrii i zostały one potwierdzone oraz rozszerzone za panowania jego następców. Było to częściowo spowodowane także koniecznością importu materiałów wojennych, w szczególności na budowę statków. Oprócz handlu śródziemnomorskiego, w którym muzułmanie pełnili bierną rolę dostarczycieli towarów na wymianę oraz poborców podatków Egipt prowadził także handel na Oceanie Indyjskim, odbywający się całkowicie za pośrednictwem żeglarzy muzułmańskich. Saladyn wśród historyków ma opinię osoby, która nie potrafiła zarządzać swoimi finansami. Ze względów propagandowych zniósł on wszędzie podatki niezgodne z szariatem oraz zastąpił fatymidzkie monety swoimi własnymi, które jednak były zdecydowanie gorszej jakości. W wyniku tego rodzaju działań, braku nadzoru nad finansami i kosztami ciągłych wojen Saladyn bezustannie znajdował się na granicy bankructwa. Al-Adil oraz jego syn Al-Kamil prowadzili rozsądniejszą politykę gospodarczą oraz sprawowali ścisły nadzór nad finansami państwa, co z biegiem czasu przyniosło pozytywne efekty i pozwoliło m.in. bić monety o standardzie sprzed czasów Saladyna. Armia Ajjubidów niemal w całości opierała się na systemie ikta, który jednak szczególnie w Egipcie posiadał pewne specyficzne cechy. Żołnierz formalnie otrzymywał rodzaj senioralnej autonomii nad określonym terenem, ale w praktyce nie sprawował nad nim administracji. Suma otrzymywanych przez niego dochodów była określana z góry, ciążył jednak na nim obowiązek zebrania wszystkich płatności w okresie żniw i był to główny powód, dla którego Ajjubidzi mieli ogromne trudności z utrzymaniem armii w polu przez cały rok.